# Medagliati olimpici nel tiro a volo
Elenco dei vincitori di medaglia olimpica nel tiro a volo.

## Albo d'oro

### Maschile

#### Fossa
| Edizione                                                              | Oro                                                                   | Argento                                   | Bronzo                                    |
| --------------------------------------------------------------------- | --------------------------------------------------------------------- | ----------------------------------------- | ----------------------------------------- |
| Parigi 1900                                                           | Roger de Barbarin                                                     | René Guyot                                | Justinien Clary                           |
| Saint Louis 1904                                                      | Evento non incluso nel programma olimpico                             | Evento non incluso nel programma olimpico | Evento non incluso nel programma olimpico |
| Atene 1906                                                            | Gerald Merlin                                                         | Iōannīs Peridīs                           | Sidney Merlin                             |
| Londra 1908                                                           | Walter Ewing                                                          | George Beattie                            | Alexander Maunder                         |
| Stoccolma 1912                                                        | James Graham                                                          | Alfred Goldel-Bronikoven                  | Haralds Blaus                             |
| Anversa 1920                                                          | Mark Arie                                                             | Frank Troeh                               | Frank Wright                              |
| Parigi 1924                                                           | Gyula Halasy                                                          | Konrad Huber                              | Frank Hughes                              |
| Evento non incluso nel programma olimpico dal 1928 al 1948            |                                                                       |                                           |                                           |
| Helsinki 1952                                                         | George Genereux                                                       | Knut Holmqvist                            | Hans Liljedahl                            |
| Melbourne 1956                                                        | Galliano Rossini                                                      | Adam Smelczyński                          | Alessandro Ciceri                         |
| Roma 1960                                                             | Ion Dumitrescu                                                        | Galliano Rossini                          | Sergej Kalinin                            |
| Tokyo 1964                                                            | Ennio Mattarelli                                                      | Pāvels Seničevs                           | William Morris                            |
| Città del Messico 1968                                                | John Braithwaite                                                      | Thomas Garrigus                           | Kurt Czekalla                             |
| Monaco di Baviera 1972                                                | Angelo Scalzone                                                       | Michel Carrega                            | Silvano Basagni                           |
| Montréal 1976                                                         | Donald Haldeman                                                       | Armando Marques                           | Ubaldesco Baldi                           |
| Mosca 1980                                                            | Luciano Giovannetti                                                   | Rustam Jambulatov                         | Jörg Damme                                |
| Los Angeles 1984                                                      | Luciano Giovannetti                                                   | Francisco Boza                            | Daniel Carlisle                           |
| Seul 1988                                                             | Dmitrij Monakov                                                       | Miloslav Bednařík                         | Frans Peeters                             |
| Barcellona 1992                                                       | Petr Hrdlička                                                         | Kazumi Watanabe                           | Marco Venturini                           |
| Atlanta 1996                                                          | Michael Diamond                                                       | Josh Lakatos                              | Lance Bade                                |
| Sydney 2000                                                           | Michael Diamond                                                       | Ian Peel                                  | Giovanni Pellielo                         |
| Atene 2004                                                            | Aleksej Alipov                                                        | Giovanni Pellielo                         | Adam Vella                                |
| Pechino 2008                                                          | David Kostelecký                                                      | Giovanni Pellielo                         | Aleksej Alipov                            |
| Londra 2012                                                           | Giovanni Cernogoraz                                                   | Massimo Fabbrizi                          | Fehaid Aldeehani                          |
| Rio de Janeiro 2016                                                   | Josip Glasnović                                                       | Giovanni Pellielo                         | Ed Ling                                   |
| Tokyo 2020                                                            | Jiří Lipták                                                           | David Kostelecký                          | Matthew Coward-Holley                     |
| Parigi 2024                                                           | Nathan Hales                                                          | Qi Ying                                   | Jean-Pierre Brol                          |
| Atleta meglio premiato: Luciano Giovannetti e Michael Diamond (2/0/0) | Atleta meglio premiato: Luciano Giovannetti e Michael Diamond (2/0/0) | Nazione meglio premiata: Italia (5/5/5)   | Nazione meglio premiata: Italia (5/5/5)   |

#### Skeet
| Edizione                                        | Oro                                             | Argento                                      | Bronzo                                       |
| ----------------------------------------------- | ----------------------------------------------- | -------------------------------------------- | -------------------------------------------- |
| Città del Messico 1968                          | Evgenij Petrov                                  | Romano Garagnani                             | Konrad Wirnhier                              |
| Monaco di Baviera 1972                          | Konrad Wirnhier                                 | Evgenij Petrov                               | Michael Buchheim                             |
| Montréal 1976                                   | Josef Panáček                                   | Eric Swinkels                                | Wiesław Gawlikowski                          |
| Mosca 1980                                      | Hans Kjeld Rasmussen                            | Lars-Göran Carlsson                          | Roberto Castrillo                            |
| Los Angeles 1984                                | Matthew Dryke                                   | Ole Riber Rasmussen                          | Luca Scribani Rossi                          |
| Seul 1988                                       | Axel Wegner                                     | Alfonso de Iruarrizaga                       | Jorge Guardiola                              |
| Barcellona 1992                                 | Zhang Shan                                      | Juan Giha                                    | Bruno Rossetti                               |
| Atlanta 1996                                    | Ennio Falco                                     | Mirosław Rzepkowski                          | Andrea Benelli                               |
| Sydney 2000                                     | Mykola Mil'čev                                  | Petr Málek                                   | James Graves                                 |
| Atene 2004                                      | Andrea Benelli                                  | Marko Kemppainen                             | Juan Miguel Rodríguez                        |
| Pechino 2008                                    | Vincent Hancock                                 | Tore Brovold                                 | Anthony Terras                               |
| Londra 2012                                     | Vincent Hancock                                 | Anders Golding                               | Nasser Al-Attiyah                            |
| Rio de Janeiro 2016                             | Gabriele Rossetti                               | Marcus Svensson                              | Abdullah Al-Rashidi                          |
| Tokyo 2020                                      | Vincent Hancock                                 | Jesper Hansen                                | Abdullah Al-Rashidi                          |
| Parigi 2024                                     | Vincent Hancock                                 | Conner Prince                                | Lee Meng-yuan                                |
| Atleta meglio premiato: Vincent Hancock (4/0/0) | Atleta meglio premiato: Vincent Hancock (4/0/0) | Nazione meglio premiata: Stati Uniti (5/1/1) | Nazione meglio premiata: Stati Uniti (5/1/1) |

### Femminile

#### Fossa
| Edizione                                           | Oro                                                | Argento                                    | Bronzo                                     |
| -------------------------------------------------- | -------------------------------------------------- | ------------------------------------------ | ------------------------------------------ |
| Sydney 2000                                        | Daina Gudzinevičiūtė                               | Delphine Racinet                           | Gao E                                      |
| Atene 2004                                         | Suzanne Balogh                                     | María Quintanal                            | Lee Bo-na                                  |
| Pechino 2008                                       | Satu Mäkelä-Nummela                                | Zuzana Štefečeková                         | Corey Cogdell                              |
| Londra 2012                                        | Jessica Rossi                                      | Zuzana Štefečeková                         | Delphine Réau                              |
| Rio de Janeiro 2016                                | Catherine Skinner                                  | Natalie Rooney                             | Corey Cogdell                              |
| Tokyo 2020                                         | Zuzana Štefečeková                                 | Kayle Browning                             | Alessandra Perilli                         |
| Parigi 2024                                        | Adriana Ruano-Oliva                                | Silvana Stanco                             | Penny Smith                                |
| Atleta meglio premiato: Zuzana Štefečeková (1/2/0) | Atleta meglio premiato: Zuzana Štefečeková (1/2/0) | Nazione meglio premiata: Australia (2/0/1) | Nazione meglio premiata: Australia (2/0/1) |

#### Skeet
| Edizione                                  | Oro                                       | Argento                                 | Bronzo                                  |
| ----------------------------------------- | ----------------------------------------- | --------------------------------------- | --------------------------------------- |
| Sydney 2000                               | Zemfira Meftahətdinova                    | Svetlana Demina                         | Diána Igaly                             |
| Atene 2004                                | Diána Igaly                               | Wei Ning                                | Zemfira Meftahətdinova                  |
| Pechino 2008                              | Chiara Cainero                            | Kim Rhode                               | Christine Brinker                       |
| Londra 2012                               | Kim Rhode                                 | Wei Ning                                | Danka Barteková                         |
| Rio de Janeiro 2016                       | Diana Bacosi                              | Chiara Cainero                          | Kim Rhode                               |
| Tokyo 2020                                | Amber English                             | Diana Bacosi                            | Wei Meng                                |
| Parigi 2024                               | Francisca Crovetto                        | Amber Rutter                            | Austen Smith                            |
| Atleta meglio premiato: Kim Rhode (1/1/1) | Atleta meglio premiato: Kim Rhode (1/1/1) | Nazione meglio premiata: Italia (2/2/0) | Nazione meglio premiata: Italia (2/2/0) |

### Misto

#### Fossa a squadre
| Edizione                                | Oro                                      | Argento                                          | Bronzo                                      |
| --------------------------------------- | ---------------------------------------- | ------------------------------------------------ | ------------------------------------------- |
| Tokyo 2020                              | Spagna Alberto Fernández - Fátima Gálvez | San Marino Gian Marco Berti - Alessandra Perilli | Stati Uniti Brian Burrows - Madelynn Bernau |
| Nazione meglio premiata: Spagna (1/0/0) |                                          |                                                  |                                             |

#### Skeet a squadre
| Edizione                 | Oro                                     | Argento                                    | Bronzo                          |
| ------------------------ | --------------------------------------- | ------------------------------------------ | ------------------------------- |
| Parigi 2024              | Italia Diana Bacosi - Gabriele Rossetti | Stati Uniti Austen Smith - Vincent Hancock | Cina Jiang Yiting - Lyu Jianlin |
| Nazione meglio premiata: |                                         |                                            |                                 |

### Maschile

#### Double Trap
| Edizione                                     | Oro                                          | Argento                                        | Bronzo                                         |
| -------------------------------------------- | -------------------------------------------- | ---------------------------------------------- | ---------------------------------------------- |
| Atene 1906                                   | Sidney Merlin                                | Anastasios Metaxas                             | Gerald Merlin                                  |
| Atlanta 1996                                 | Russell Mark                                 | Albano Pera                                    | Zhang Bing                                     |
| Sydney 2000                                  | Richard Faulds                               | Russell Mark                                   | Fehaid Aldeehani                               |
| Atene 2004                                   | Ahmed Al Maktoum                             | Rajyavardhan Singh Rathore                     | Wang Zheng                                     |
| Pechino 2008                                 | Glenn Eller                                  | Francesco D'Aniello                            | Hu Binyuan                                     |
| Londra 2012                                  | Peter Wilson                                 | Håkan Dahlby                                   | Vasilij Mosin                                  |
| Rio de Janeiro 2016                          | Fehaid Aldeehani                             | Marco Innocenti                                | Steven Scott                                   |
| Atleta meglio premiato: Russell Mark (1/1/0) | Atleta meglio premiato: Russell Mark (1/1/0) | Nazione meglio premiata: Gran Bretagna (3/0/1) | Nazione meglio premiata: Gran Bretagna (3/0/1) |

#### Fossa a squadre
| Edizione                                     | Oro           | Argento       | Bronzo        |
| -------------------------------------------- | ------------- | ------------- | ------------- |
| Londra 1908                                  | Gran Bretagna | Canada        | Gran Bretagna |
| Stoccolma 1912                               | Stati Uniti   | Gran Bretagna | Germania      |
| Anversa 1920                                 | Stati Uniti   | Belgio        | Svezia        |
| Parigi 1924                                  | Stati Uniti   | Canada        | Finlandia     |
| Nazione meglio premiata: Stati Uniti (3/0/0) |               |               |               |

### Femminile

#### Double Trap
| Edizione                                  | Oro                                       | Argento                                      | Bronzo                                       |
| ----------------------------------------- | ----------------------------------------- | -------------------------------------------- | -------------------------------------------- |
| Atlanta 1996                              | Kim Rhode                                 | Susanne Kiermayer                            | Deserie Huddleston                           |
| Sydney 2000                               | Pia Hansen                                | Deborah Gelisio                              | Kim Rhode                                    |
| Atene 2004                                | Kim Rhode                                 | Lee Bo-na                                    | Gao E                                        |
| Atleta meglio premiato: Kim Rhode (2/0/1) | Atleta meglio premiato: Kim Rhode (2/0/1) | Nazione meglio premiata: Stati Uniti (2/0/1) | Nazione meglio premiata: Stati Uniti (2/0/1) |